# 萨米语支
萨米语支是乌拉尔语系芬兰-乌戈尔语族中的一个语支。萨米人是該語支的主要使用者，他们主要分布在北欧的芬兰、挪威和瑞典这些国家的北部地区以及俄罗斯极西北地区。根据分类的性质和术语，萨米语支之下有十种或更多的萨米语言。之前萨米语被称为拉普语（Lapp），但现今被认为是贬义用法。

## 分類
薩米語支是乌拉尔语系的一支。根據傳統的觀點，薩米語支是烏拉爾語系中跟波羅的-芬蘭語支關係最密切的一員（Sammallahti 1998）。不過，這個觀點近年受到部份學者質疑，因為他們認為以前设想的芬兰-萨米共同原始语的传统观点并没有强有力的支持，而两者之间的相似性可能是在地域上芬兰语支影响了萨米语支。
從其內部關係來看，薩米語支可以劃分為西和東兩個语組。每個语組還可以再細分為多個分組，直到最終至各種单独的語言（Sammallahti 1998: 6-38.）。部分薩米語地區构成一个方言连续体，其中相邻的语言在一定的程度上是互通的，但是相隔很远的人群就听不懂对方的言语了。但是在一些地区也有尖锐的语言界限，尤其在北萨米语、伊納里薩米語及斯科爾特薩米語之間更為明顯，讲这些语言的人如果没有学习或长期练习的话是听不懂对方的。这种尖锐语言界限的演变可能是讲这些语言的人群相互隔绝并在过去很少接触讲其他萨米语人群的结果。这个原因比较显著，因为这些人群之间的地理障碍跟其它萨米地区之间的地理障碍并没有什么不同。

### 西薩米語组
- 西南
  - 南薩米語（600）[4]
    - 奧瑟勒方言
    - 耶姆特蘭方言

  - 于默萨米语（20）[5]
- 西北
  - 西北本部
    - 皮特萨米语（20）[6]
    - 呂勒薩米語（2000）[7]

  - 北萨米语（20,700）[8]
    - 托爾訥方言
    - 芬馬克方言
    - 海洋方言

### 東薩米語组
- 大陸
  - 凯米萨米语（已消亡）
  - 斯科爾特薩米語（420）[9]
  - 伊納里薩米語（300）[10]
  - 凱努薩米語（已消亡）
  - 阿卡拉薩米語（已消亡）
- 半島
  - 基爾丁薩米語（500）[11]
  - 特尔萨米语 (2[12]至10[13]人）

註：以上數字純屬估算。

## 地理分佈
薩米語主要通行於北歐的薩米地區，橫跨挪威、瑞典、芬蘭以及俄羅斯四國，由西南面斯堪的纳维亚半岛中部一直向東延伸至科拉半岛。
在中世紀及近代早期，芬蘭的中部及南部，以及卡累利阿都曾經有居民說薩米語，但是早已在該地區滅絕。很多歷史文獻，以及芬蘭和卡累利阿的口頭傳統，都有多次提及該地區的薩米住民（Itkonen，1947）。同時，芬蘭語南部方言中來自薩米語的藉詞和地名，都表明早期薩米語曾經延伸至該地區（Koponen, 1996; Saarikivi, 2004; Aikio, 2007）。但是該地區的薩米語最終在農業擴張的壓力下走向滅亡。

## 官方地位

### 挪威

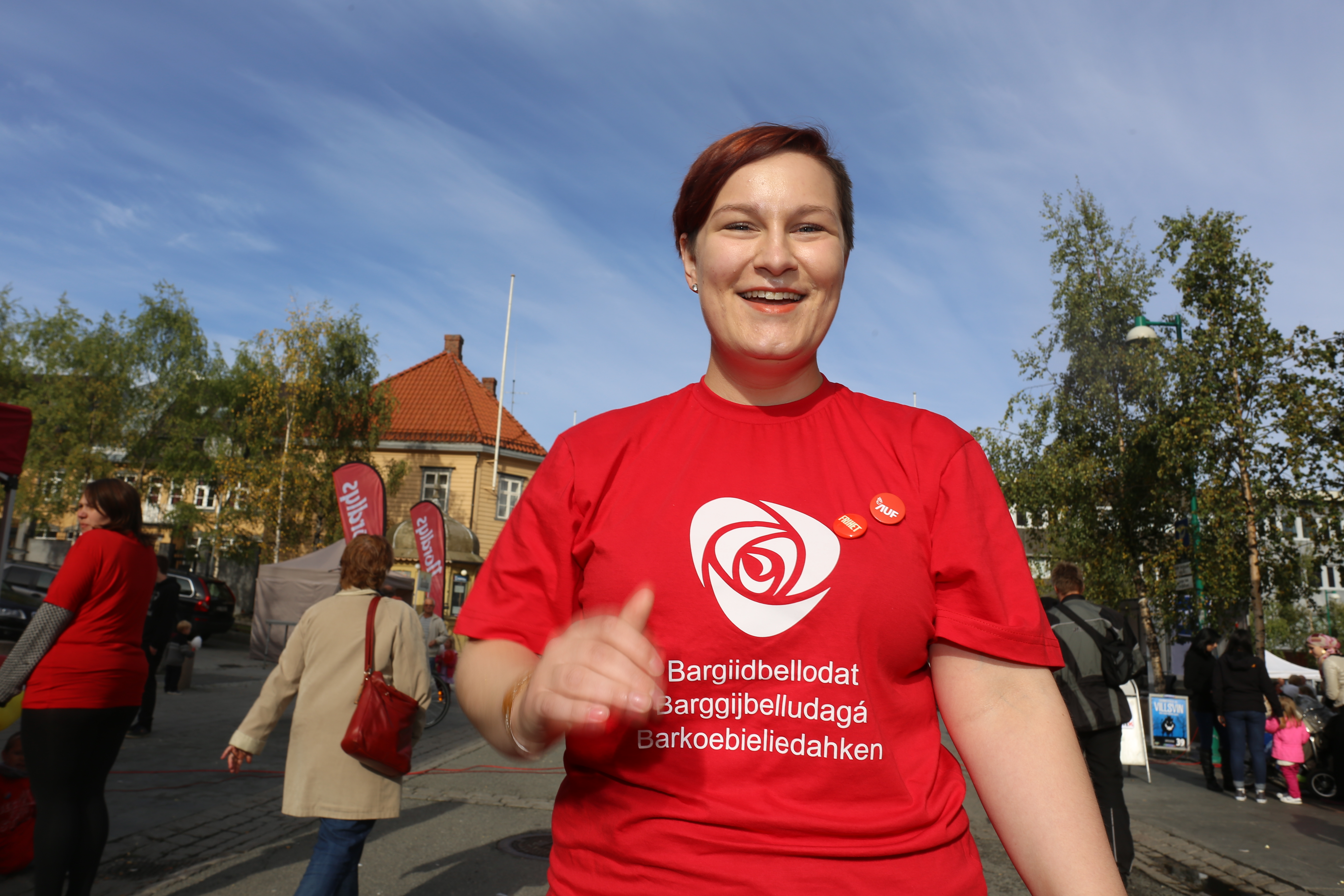
挪威工黨的T恤。 由上自下爲北薩米語、呂勒薩米語以及南薩米語。

挪威憲法第110a條款（1988年通過）表明，國家政府有責任爲薩米人創造條件以保護及發展其語言、文化及生活方式。薩米語法令於20世紀90年代通過。在薩米語地區，挪威語及薩米語同爲官方語言，當中包括挪威北部的九個市鎮，分別有：凱于圖凱努、卡拉紹克、科菲尤爾、內瑟比、波尚厄尔、塔納、蒂斯菲尤爾、拉旺恩以及斯諾薩。2005年，根據歐洲區域或少數民族語言憲章，挪威政府認定薩米語爲“區域或少數民族語言”（與克文語、羅姆語以及申提語）。

### 瑞典

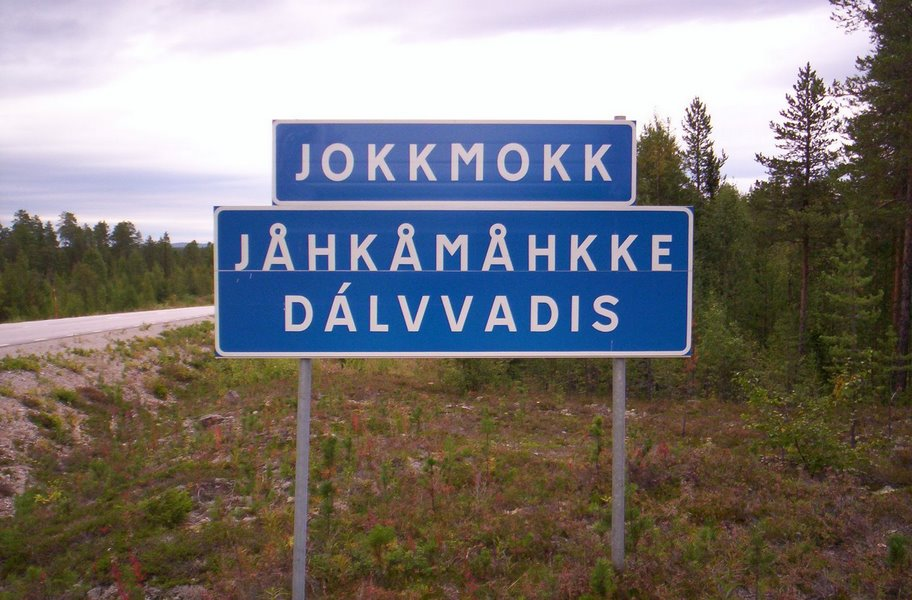
瑞典约克莫克市镇的路牌。由上而下分別爲瑞典語、呂勒薩米語以及北薩米語。

2000年4月1日，薩米語成爲五種瑞典官方認定的少數民族語言之一。薩米語可在以下市镇用作與政府機構溝通的語言：阿尔耶普卢格市镇、耶利瓦勒市镇、约克莫克市镇以及基律纳市镇。2011年， 瑞典的薩米語地區擴大。瑞典于默奧大學開設北薩米語、于默薩米語以及南薩米語課程，而烏普薩拉大學則開設有北薩米語、呂勒薩米語以及南薩米語課程。

### 芬蘭

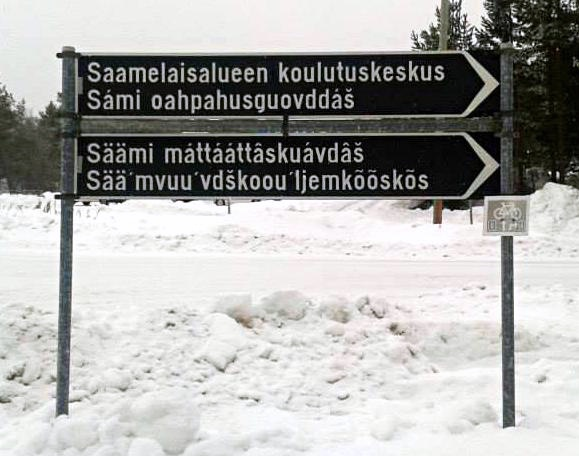
芬蘭伊納里的四語路牌，自上而下分別爲：芬蘭語、北薩米語、伊納里薩米語以及斯科爾特薩米語。伊納里是芬蘭唯一擁有四門官方語言的市鎮。

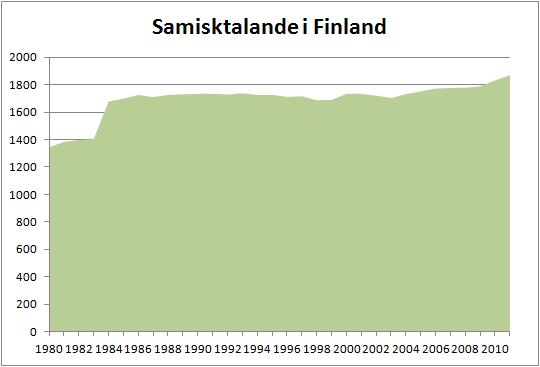
芬蘭於1980年至2011年間的薩米語人口

在芬蘭，1991年通過的薩米語法令給予位於母语为北萨米语、伊納里萨米语以及斯科爾特薩米语的萨米人在政府服務中使用薩米語的權利。2003年通過另外一則薩米語法令，規定薩米語在埃農泰基厄、索丹屈萊、烏茨約基以及伊納里爲官方語言。一些文件，尤其是具體的法律條文會被翻譯爲以上提及的薩米語，但是市鎮政府內真正懂這些薩米語的工作人員並不多。由於芬蘭語是全國的主要語言，因此生活於芬蘭的薩米人通常爲雙語使用者。芬蘭一些使用母語巢教育方式的兒童託管班會教授薩米語。在教育領域上，一些芬蘭的中小學校會開設北薩米語、伊納里薩米語和斯科爾特薩米語課程。母語者及非母語者都可以選擇適合自己水平的課程。

### 俄羅斯
俄羅斯並不授予薩米語任何國家或地方層面的官方語言地位，同樣，政府亦不承認薩米語的少數民族語言地位。莫曼斯克大學自2012年起開始開設薩米語課程；在此之前，聖彼得堡的北方民族學院亦有教授薩米語。

## 外部連結
- Ođđasat TV Channel in Sami languages
- On line radio stream in various sami languages （页面存档备份，存于）
- Introduction to the history and current state of Sami
- Kimberli Mäkäräinen （页面存档备份，存于） "Sámi-related odds and ends," including 5000+ word vocabulary list
- Risten Sámi dictionary and terminology database.
- Giellatekno （页面存档备份，存于） Morphological and syntactic analysers and lexical resources for several Sami languages
- Divvun （页面存档备份，存于） Proofing tools for some of the Sami languages
- Sámedikki giellastivra – Sami language department of the Norwegian Sami parliament (in Norwegian and Northern Sami)
- Finland – Sámi Language Act
- Sami Language Resources All about Sami Languages with glossaries, scholarly articles, resources
- Álgu database （页面存档备份，存于）, an etymological database of the Sami languages (in Finnish and North Sámi)
- Sami anthems （页面存档备份，存于）, Sami anthems in various Sami languages
- （页面存档备份，存于）, The Internationale in Northern Sami
- （页面存档备份，存于） An extensive intro to Saami languages and grammar from How To Learn Any Language
- Sámi dieđalaš áigečála （页面存档备份，存于） the only peer-reviewed journal in Saami languages

template:Sami navigator
template:Languages of Norway
template:Languages of Sweden
template:Languages of Finland